# CloudSat

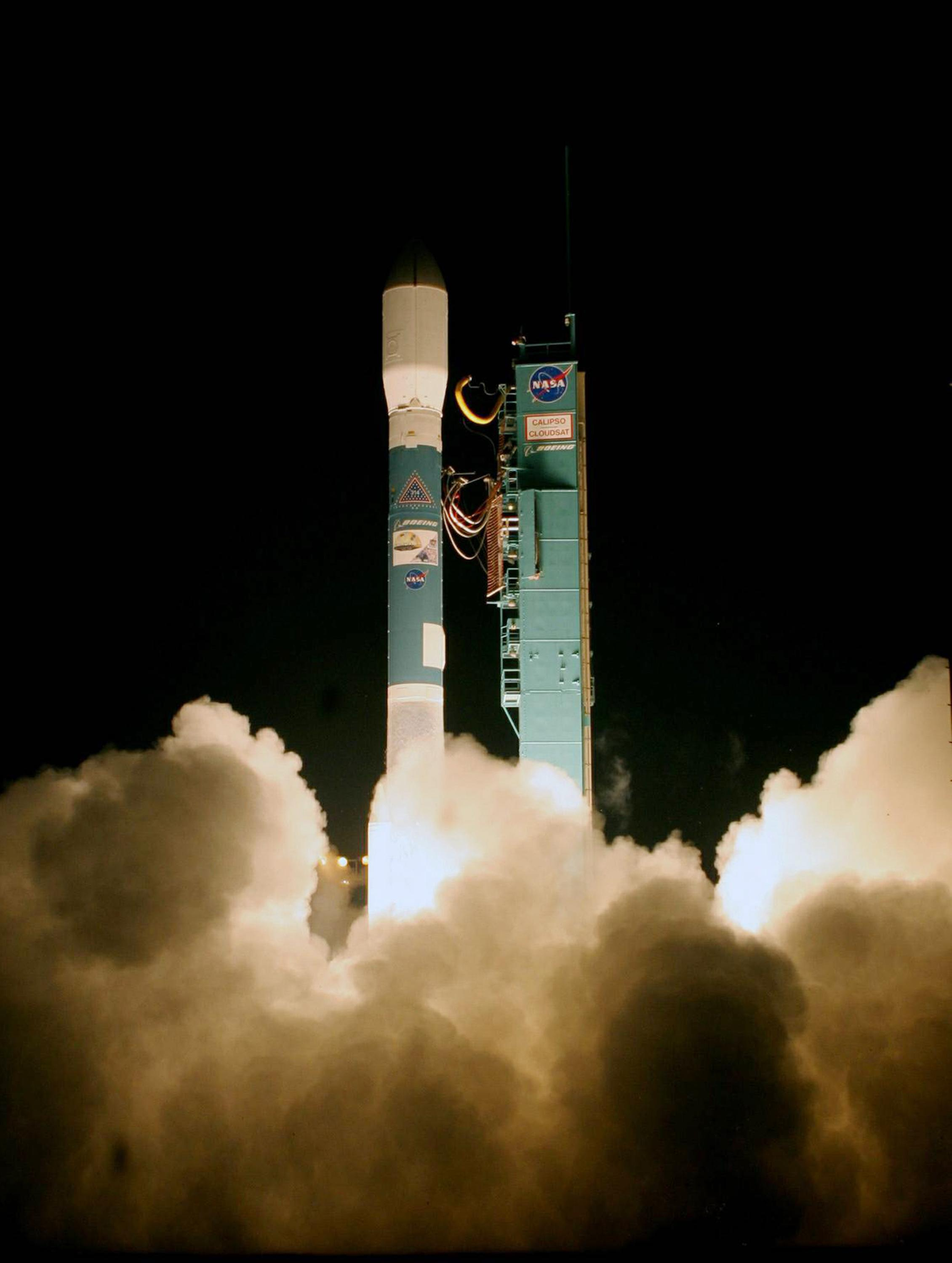
Start der Delta-II-Rakete mit CloudSat und CALIPSO.

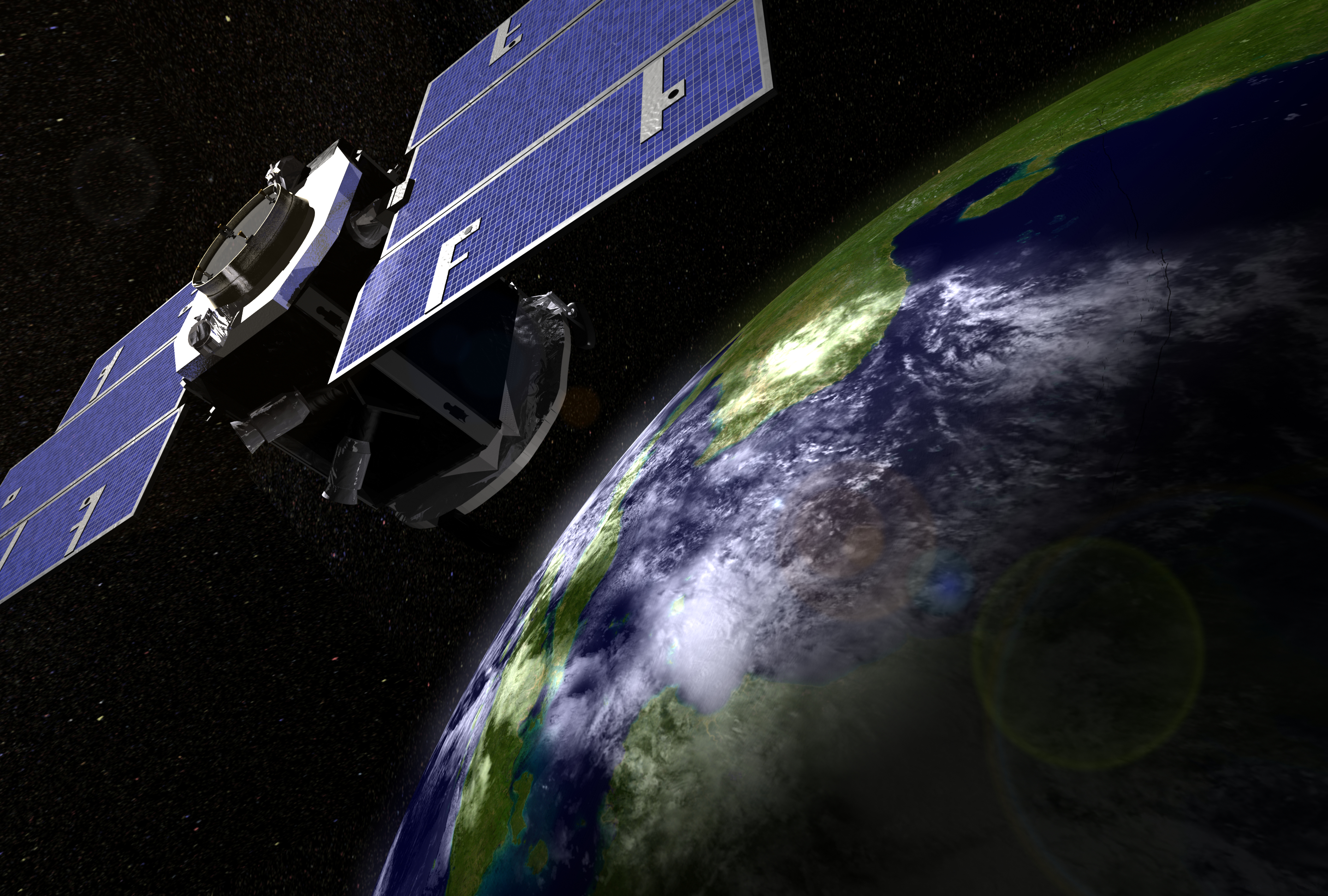
Künstlerische Darstellung von CloudSat

CloudSat ist ein Erdbeobachtungssatellit der NASA. Er dient der Erforschung der Einflüsse von Wolken und Aerosolen auf das Wetter und die Luftqualität auf der Erde. Der Satellit gehört zum Forschungsprogramm Earth Observing System (EOS), das eine Reihe von Umweltsatelliten umfasst.

## Mission
CloudSat arbeitet in einer 700 km hohen, sonnensynchronen Umlaufbahn und fliegt mit dem Satelliten CALIPSO sowie drei weiteren Umweltsatelliten (Aura, Aqua und PARASOL) in Formation. Diese fünf Satelliten bilden gemeinsam den A-Train. Da CALIPSO und CloudSat als die beiden letzten Satelliten gestartet wurden, mussten sie in die Formation eingeordnet werden. Deshalb war das Startfenster an einem jeweiligen Tag nur eine Sekunde lang offen. Verzögerungen waren also nicht tolerierbar.
CloudSat hätte, nachdem der Start bereits mehrmals verschoben worden war, am 21. April 2006 zusammen mit CALIPSO an Bord einer Delta-II-Trägerrakete gestartet werden sollen. Wegen technischer Probleme mit der Kommunikation zwischen CALIPSO und der Bodenstation in Frankreich wurde der Countdown aber weniger als eine Minute vor der Zündung gestoppt. Weitere Startversuche mussten wegen des Wetters oder anderer technischer Probleme abgesagt werden.
Am 28. April 2006 um 12:02 MESZ wurden die Satelliten schließlich beim siebten Startversuch gestartet. 97 Minuten später wurde CloudSat abgetrennt und im Orbit ausgesetzt.
Anfang Juni 2006 wurden von der NASA erste Testbilder veröffentlicht. Diese waren, obwohl sie noch als Testbilder galten, bereits sehr viel besser als alle bisherigen Profilbilder von Wolken.
Am 4. Juli 2007 musste CloudSat eine Bahnkorrektur vornehmen, um dem iranischen Satelliten Sinah-1 auszuweichen. Am 7. Juli wurde mit einer weiteren Bahnkorrektur wieder die ursprüngliche Formation hergestellt.
Am 17. April 2011 trat ein Batterieproblem auf, so dass CloudSat keine Daten mehr senden konnte und nur noch im Sonnenlicht gesteuert werden konnte. Um den Satelliten Aqua nicht zu behindern, musste CloudSat am 7. Oktober aus dem A-Train ausscheren. Am 3. November konnte CloudSat in den Daylight-Only-Operations-Zustand (DO-Op) versetzt werden, in dem er voll funktionsfähig ist, solange er sich im Sonnenlicht befindet. Am 15. Mai 2012 nahm CloudSat wieder seine Position im A-Train ein.
Die ursprüngliche Mission war für 22 Monate ausgelegt, obwohl CloudSat genügend Treibstoff für über drei Jahre an Bord hatte. Inzwischen wurde die Mission mehrmals verlängert.

## Cloud Profiling Radar
Das Cloud Profiling Radar (CPR) ist das einzige wissenschaftliche Instrument an Bord von CloudSat. Das Radar arbeitet mit einer Frequenz von 94 GHz und misst die Energie, die von den Wolken zurückgeworfen wird in Abhängigkeit von ihrer Distanz. Daraus können Rückschlüsse auf die Zusammensetzung der Wolken, namentlich auf das Vorhandensein von Wasser und Eis innerhalb der Wolke, gezogen werden. Der CPR ist etwa 1000 mal empfindlicher als das Radar eines herkömmlichen Wettersatelliten und kann so auch sehr dicke Wolken mit starken Regen- und Schneefällen noch durchdringen und detailliert analysieren.